# Chaunus achalensis
Rhinella achalensis là một loài cóc trong họ Bufonidae. Chúng là loài đặc hữu của Argentina.
Các môi trường sống tự nhiên của chúng là vùng đồng cỏ ôn đới, đồng cỏ nhiệt đới hoặc cận nhiệt đới vùng ngập nước hoặc lụt theo mùa, sông, và vùng nhiều đá. Loài này đang bị đe dọa do mất nơi sống.